# Гоумстед (Пенсільванія)
Гоумстед (англ. Homestead) — місто (англ. borough) в США, в окрузі Аллегені штату Пенсільванія. Населення — 2884 особи (2020). Розташоване на березі річки Мононгахіла на відстані 11 км від міста Пітсбург.

## Історія

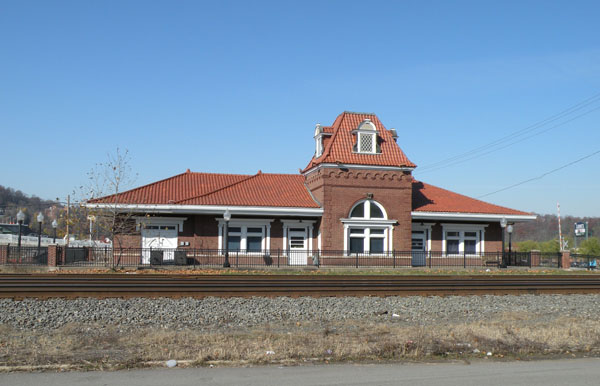
Гоумстед. Залізнична станція. 1890 рік.

Перші білі поселенці на території містечка Гоумстед і сусідніх населених пунктів з'явилися у 1770 роках. Через 100 років на місцевих фермерських землях було засновано населений пункт Гоумстед, що став містом у 1881 році. З будівництвом залізниці і гути населення міста почало зростати. На початку 1880-х років у Гоумстеді було засновано Гомстедський металургійний завод, який 1888 року придбав Ендрю Карнеґі.
У червні 1892 року на Гоумстедському металургійному заводі відбувся страйк, що закінчився бійкою поміж робітниками і найманими власниками даного заводу охороною.

## Географія
Гоумстед розташований за координатами 40°24′26″ пн. ш. 79°54′36″ зх. д. / 40.40722° пн. ш. 79.91000° зх. д. (40.407278, -79.909894).  За даними Бюро перепису населення США в 2010 році місто мало площу 1,67 км², з яких 1,49 км² — суходіл та 0,18 км² — водойми.

## Демографія
Згідно з переписом 2010 року, у селищі мешкало 3165 осіб у 1485 домогосподарствах у складі 705 родин. Густота населення становила 1898 осіб/км².  Було 1895 помешкань (1136/км²).
Расовий склад населення:
| - 59,1 % — чорних або афроамериканців - 32,8 % — білих - 3,0 % — азіатів - 0,2 % — корінних американців |

До двох чи більше рас належало 4,1 %. Частка іспаномовних становила 1,8 % від усіх жителів.
За віковим діапазоном населення розподілялося таким чином: 23,5 % — особи молодші 18 років, 58,1 % — особи у віці 18—64 років, 18,4 % — особи у віці 65 років та старші. Медіана віку мешканця становила 40,3 року. На 100 осіб жіночої статі у селищі припадало 85,7 чоловіків;  на 100 жінок у віці від 18 років та старших — 81,5 чоловіків також старших 18 років.
Середній дохід на одне домашнє господарство  становив 36 298 доларів США (медіана — 25 859), а середній дохід на одну сім'ю — 41 903 долари (медіана — 30 256). Медіана доходів становила 31 875 доларів для чоловіків та 29 760 доларів для жінок. За межею бідності перебувало 24,0 % осіб, у тому числі 35,9 % дітей у віці до 18 років та 30,4 % осіб у віці 65 років та старших.
Цивільне працевлаштоване населення становило 1344 особи. Основні галузі зайнятості: освіта, охорона здоров'я та соціальна допомога — 27,1 %, мистецтво, розваги та відпочинок — 25,0 %, науковці, спеціалісти, менеджери — 11,3 %, роздрібна торгівля — 9,5 %.